# Palaiargia micropsitta
Palaiargia micropsitta là một loài chuồn chuồn kim trong họ Coenagrionidae.
Palaiargia micropsitta được Lieftinck miêu tả khoa học năm 1957.